# Dohrniphora townesi
Dohrniphora townesi är en tvåvingeart som beskrevs av Brown och Giar-Ann Kung 2007. Dohrniphora townesi ingår i släktet Dohrniphora och familjen puckelflugor.
Artens utbredningsområde är Venezuela. Inga underarter finns listade i Catalogue of Life.